# Антитяло
Антитела или имуноглобулини  са серумни гликопротеини, които се образуват след проникване на антиген в организма и могат специфично да се свързват с него.
Антителата принадлежат към гама-глобулините. Те се синтезират и секретират от активираните B-лимфоцити - плазмоцити в отговор на антигенно стимулиране. Съдържат се в кръвния серум, в лимфата, в минимални количества в междуклетъчните пространства или урината. Установяват се и на повърхността на циркулиращи В-лимфоцити.

## Свойства
Основно свойство на антителата в имунологията е тяхната комплементарност (както и букв. комплементарно свързващите се страни на имуноглобулините) или "имунологично свързване".

## Видове
След 2000 г Антителата са означавани в медицината като Ig, като се възприемат предимно 5 класа имуноглобулини (Ig) – IgA, IgD, IgE, IgG и IgM.

## Типове и реакции
- Антитоксини – неутрализират токсините на инфекциозните агенти;
- Аглутини – предизвикват аглутинация (слепване) на чужди клетки;
- Опсонини – правят инфекциозните агенти по-чувствителни на фагоцитоза;
- Лизини – разрушават инфекциозните агенти чрез разтваряне (лизис);
- Преципини – преципитират (пресичат) чужди вещества

## Строеж
Имуноглобулините са гликопротеини, които имат характерна четвъртична структура. Основната структура на антителата от всички класове е димер от две идентични субединици, състоящи се от полипептидни вериги – една лека (light) –  L -верига и една тежка (heavy) –  H -верига. Двете вериги са свързани с дисулфидни мостове и различни нековалентни връзки между тежките вериги. От своя страна леките вериги биват:
- капа (κ) L вериги
- ламбда (λ) L вериги

Тежките вериги се подразделят на 5 типа:
- мю (µ) вериги (IgM)
- гама (γ)вериги (IgG)
- алфа (α) вериги (IgA)
- делта (δ) вериги (IgD)
- епсилон (ε) вериги (IgE)

Във всеки клас Ig има молекули с κ-леки и молекули с λ-леки вериги, но никога молекули и с двата типа заедно.
Специфичната свързваща част на антитялото (паратоп) се свързва строго специфично с определена част от антигена (епитоп), довел до образуването на антитялото. Чрез това свързване имуноглобулинът оказва ефекта си.

## Синтез
Осъществява се само след антигенна стимулация.
Всяка от L и H веригите се състои от вариабилен (V) и константен (C) участък.
Синтезата започва от N-края като най-напред се изгражда вариабилната част.
Синтезът на леката верига продължава около 30s, а на тежката верига – 50s.
Свързването на леките и на тежките вериги се осъществява в полизомите. Свързването на четирите полипептидни вериги става на етапи. Най-напред с дисулфидни мостове се свързват H- и L- веригите, след това и H-веригите на два комплекса H-L. Целият синтез завършва за по малко от 10 min. (За да се секретира имуноглобулиновата молекула е нужно присъединяването на специфични белтъчни комплекси което удължава времето до 20-25 min.) Една плазматична клетка секретира от 3 до 30000 молекули имуноглобулин за 1 s.

## Генетика
Гените, носещи информацията за имуноглобулините, се намират в три различни хромозоми – 2, 14 и 22.